# Zębiełek armeński
Zębiełek armeński (Crocidura armenica) – gatunek ssaka z rodziny ryjówkowatych (Soricidae). Występuje w Armenii i Azerbejdżanie. Pozycja taksonomiczna tego gatunku jest niejasna, uważany jest przez niektórych badaczy za podgatunek zębiełka jasnoszarego (Crocidura pergrisea).